# FK 11 Oktomvri
Fudbalski Klub 11 Oktomvri is een Macedonische voetbalclub uit Prilep.
De club werd in 1951 opgericht en speelt in het Gotse Deltsjevstadion dat plaats biedt aan 15.000 toeschouwers. In 2011 werd de club kampioen in de Vtora Liga waardoor het in het seizoen 2011/12 in Prva Liga uitkomt. Hier verbleef de club slechts een seizoen. In 2014 degradeerde de club naar de Treta Liga.